# Hệ thống xác định giới tính ZW

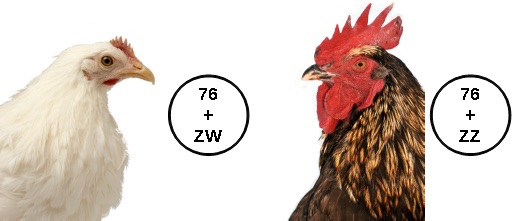
Xác định giới tính ZW ở chim (ví dụ như với gà)

Hệ thống xác định giới tính ZW là hệ thống nhiễm sắc thể xác định giới tính của con non ở một số loài chim, một số loài cá và động vật giáp xác như tôm sông khổng lồ, một số côn trùng (bao gồm bướm và bướm đêm) và một số loài bò sát, bao gồm cả rồng Komodo. Chữ Z và W được sử dụng để phân biệt hệ thống này với hệ thống xác định giới tính XY. Trong hệ thống này, con cái có một cặp nhiễm sắc thể ZW không giống nhau và con đực có hai nhiễm sắc thể ZZ giống nhau.
Trái ngược với hệ thống xác định giới tính XY và hệ thống xác định giới tính X0, trong đó tinh trùng xác định giới tính, trong hệ thống ZW, noãn xác định giới tính của con non. Con đực có giới tính đồng nhất (ZZ), trong khi nữ giới là giới tính không đồng nhất (ZW). Nhiễm sắc thể Z lớn hơn và có nhiều gen hơn, giống như nhiễm sắc thể X trong hệ thống XY.

## Ý nghĩa của hệ thống ZW và XY
Không có gen nào được chia sẻ giữa nhiễm sắc thể ZW và động vật có vú XY, và, từ so sánh giữa gà và người, nhiễm sắc thể Z xuất hiện tương tự nhiễm sắc thể 9 ở người, thay vì X hoặc Y, các nhà nghiên cứu hàng đầu tin rằng hệ thống xác định giới tính ZW và XY không có chung nguồn gốc, nhưng nhiễm sắc thể giới tính có nguồn gốc từ nhiễm sắc thể tự phát của tổ tiên chung. Những nhiễm sắc thể này được cho là đã phát triển các locus xác định giới tính mà cuối cùng đã phát triển thành nhiễm sắc thể giới tính tương ứng sau khi sự tái tổ hợp giữa các nhiễm sắc thể (X và Y hoặc Z và W) bị triệt tiêu.